# Arnold Koeppen
Arnold Koeppen (* 18. April 1875 in Brandenburg an der Havel; † 12. Februar 1940 in Berlin) war ein deutscher Lehrer und Schriftsteller.

## Leben
Geboren als Sohn eines Lehrers in Brandenburg an der Havel, besuchte er dort zunächst das Gymnasium, dann aber in Genthin die Präparandenanstalt und das Lehrerseminar. Als Lehrer arbeitete er zunächst in Ziesar und in seiner Heimatstadt. Von 1903 bis 1930 war er Konrektor am Lyzeum in Pyritz in der Provinz Pommern. 
Koeppen war als Schriftsteller tätig und veröffentlichte Gedichte, Erzählungen und dramatische Werke. Zeitweise war er Herausgeber der Zeitschrift Unser Pommerland. 

## Werke (Auswahl)
- Die Kraft des Glaubens. 1898. (Schauspiel)
- Auerbach als Erzieher. Verlag von Hugo Backe Buchhandlung, Pyritz 1912. (Digitalisat: urn:nbn:de:gbv:9-g-5272782).
- Die leuchtende Stunde. 1919. (Gedichte)
- Das Heimatfest. Volksschauspiel in 4 Akten nach einem Entwurf von Hermann Jahnke. Fischer & Schmidt, Stettin 1924.
- Aar und Greif. Eine Erzählung aus der Geschichte der Stadt Pyritz. Fischer & Schmidt, Stettin 1927. (Digitalisat: urn:nbn:de:gbv:9-g-5272751).